# 킴 스팰딩

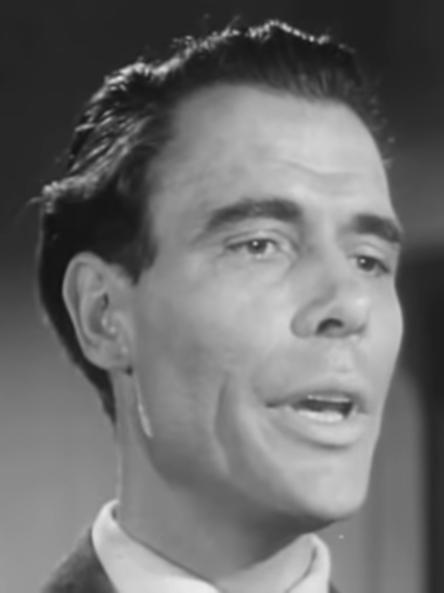

킴 스팰딩(Kim Spalding, 1915년 12월 7일 ~ 2000년 11월 18일)은 미국의 배우, 텔레비전 배우이다.
로스앤젤레스에서 사망하였다.

## 영화
- 잇! 더 테러 프롬 비욘드 스페이스 (1958년)
- 론 레인저 - 49년 시리즈 (1949년)